# Central nuclear de Chernóbil
La Central Térmica Nuclear Memorial Vladímir Ilich Lenin o Central Nuclear de Chernóbil (en ucraniano: Чорнобильська атомна електростанція, romanización Chornóbylska átomna elektrostántsiya; en ruso: Чернобыльская атомная электростанция, romanización Chernóbylskaya átomnaya eletrostántsiya) fue una planta de energía atómica en la ciudad de Prípiat (entonces la RSS de Ucrania, más tarde Ucrania), a 18 kilómetros al noroeste de la ciudad de Chernóbil, a 17 km de la frontera entre Ucrania y Bielorrusia, y a 120 km al norte de Kiev.
El 26 de abril de 1986, la central sufrió el accidente nuclear más grave de la historia, pero a pesar del gran desastre, debido a la alta demanda de energía eléctrica continuó funcionando hasta el 15 de diciembre de 2000. Para las tareas de construcción del nuevo sarcófago, se puso en servicio (limitado a la zona de los trabajadores y para fines militares o de construcción) uno de los cuatro reactores con el fin de suministrar electricidad a la obra (solo dos de los cuatro reactores pueden ser operativos). La central nuclear pertenece al gobierno de Ucrania y opera con científicos de todo el mundo para su parcial y limitada función.
En noviembre de 2016, treinta años después de la tragedia, se inauguró un nuevo sarcófago al que se denominó «Nuevo Sarcófago Seguro» (NSC, por sus siglas en inglés), la mayor estructura móvil construida hasta la fecha en el mundo, en forma de arco de 110 metros de alto, 150 de ancho y 256 de largo y más de 30 000 toneladas de peso. Fue erigida a 180 metros del reactor y luego se ubicó sobre él mediante un sofisticado sistema de rieles. Se estima que tendrá una duración de más de cien años. El coste final de la estructura fue de 1500 millones de euros, financiado por el Banco Europeo para la Reconstrucción y el Desarrollo y junto a la colaboración de 28 países que aportaron 1417 millones de euros y construido por la empresa francesa Novarka. La estructura está equipada con grúas controladas a distancia con el objetivo de ir desmontando el sarcófago original.
La nueva estructura permitirá desmantelar el antiguo sarcófago y extraer el material radiactivo. En 2023 se espera completar la destrucción de la vieja estructura, la tarea más delicada de todo el proyecto pues implica trabajar en el interior del reactor.
La zona de exclusión de Chernóbil fue el lugar de combate entre tropas rusas y ucranianas durante la batalla de Chernóbil el 24 de febrero de 2022, como parte de la Invasión rusa de Ucrania. Las tropas rusas tomaron la planta el mismo día y ocuparon la central y alrededores hasta el 31 de marzo.

## Historia
A principios de la década de 1970 uno de los principales objetivos del comunismo soviético consistía en aumentar el uso de la energía nuclear. En agosto de 1972 se inició la construcción de la central y fue uno de los proyectos más prestigiosos de la época. La central poseía cuatro de los trece reactores RBMK entonces construidos a nivel mundial y era la central nuclear más potente del mundo. Por eso mismo, a Prípiat también se la conocía en la Unión Soviética como «la ciudad del futuro».

### Construcción

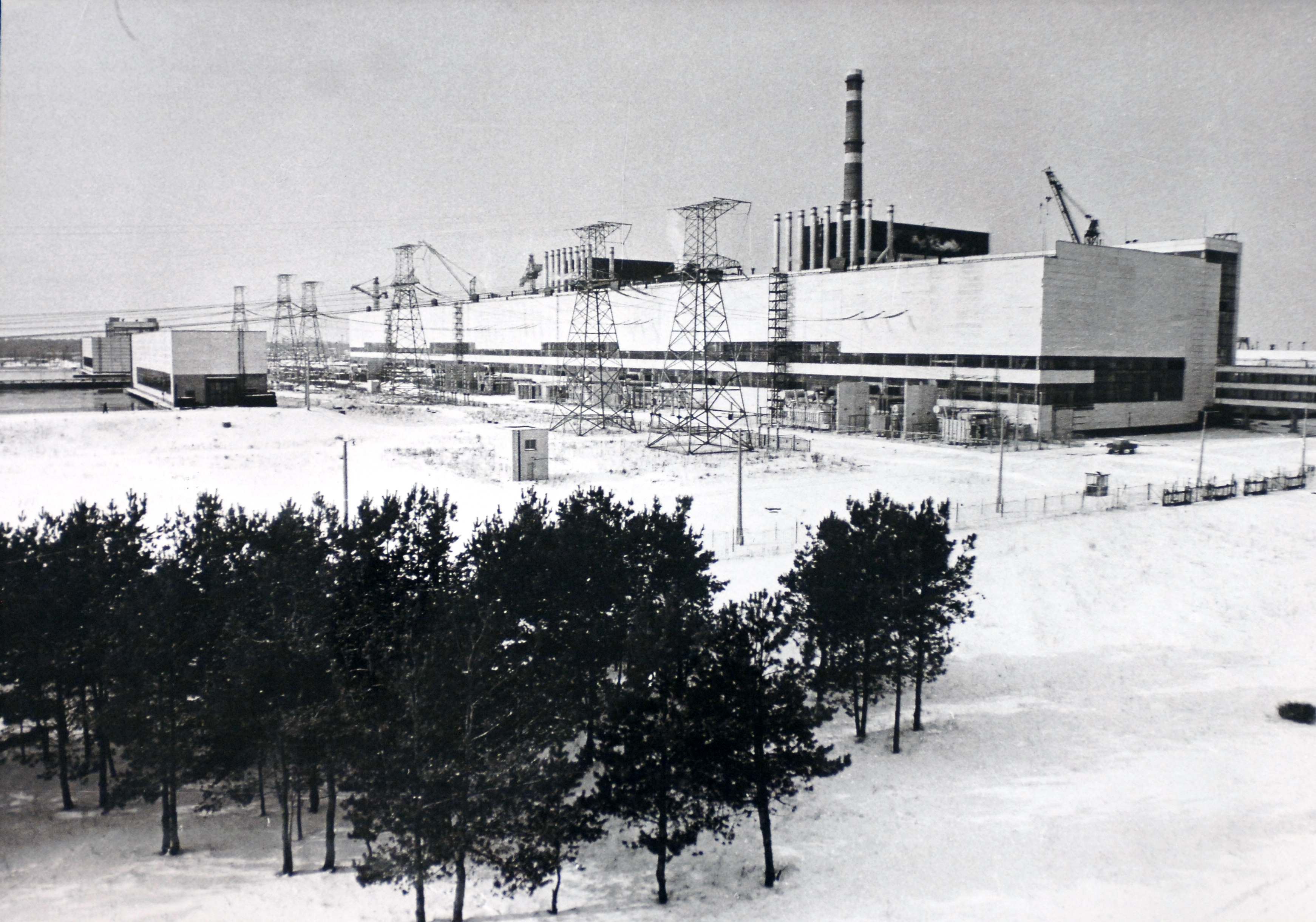
La primera fase de la central nuclear, hacia fines de los años 70.

La central consistió en cuatro reactores del tipo RBMK-1000, cada uno capaz de producir 3200 MW, más otros dos en construcción al momento del accidente. La planta fue diseñada y dirigida por Víktor Briujánov, quien por deseo de cumplir con los plazos estimados ordenó una construcción muy rápida y fue el principal acusado del accidente —pese haber abogado por la instalación de reactores de agua a presión—, ya que los reactores presentaban un fallo de diseño que los volvían altamente inestables a baja potencia, como ocurrió en la noche del accidente. Además, Briujánov tenía muchos problemas para cumplir con los plazos de construcción, por lo que no se habían empleado materiales ignífugos para la misma.
La construcción de la planta y de la ciudad de Prípiat para albergar a sus trabajadores y a sus familias comenzó en 1970. Fue la tercera central nuclear en la Unión Soviética del tipo RBMK en el mundo —después de las de Leningrado y Kursk— y la primera planta de energía atómica en suelo ucraniano. El primer reactor fue completado y entró en servicio en 1977, seguido por el segundo en 1978, el tercero en 1981 y el cuarto en diciembre de 1983. Una tercera etapa que comprendía los reactores 5 y 6 estaba en construcción en el momento del desastre. El quinto estaba programado para comenzar a funcionar entre octubre y diciembre de 1986. Sin embargo, debido al accidente acaecido en el reactor 4 y sus consecuencias, la construcción fue paralizada en abril de 1987 y oficialmente cancelada el 20 de abril de 1989.

### Sistema eléctrico
La central está conectada a la red eléctrica de 330 kV y 750 kV. El bloque tiene dos generadores eléctricos conectados a la red nacional de 750 kV con un solo transformador de un generador. Los generadores están conectados a su transformador común por dos interruptores en serie. Entre ellos, los transformadores de unidad están conectados para suministrar energía a los sistemas propios de la central. Por lo tanto, cada generador se puede conectar al transformador de la unidad para dar energía a la planta, o para el transformador de la unidad y el transformador generador para alimentar también a la red.
La línea de 330 kV no era utilizada habitualmente, sino que servía como fuente de alimentación externa, conectada por un transformador de la estación a los sistemas eléctricos de la planta. La central puede ser alimentada por sus propios generadores, o conseguir energía de la red de 750 kV a través del transformador generador, de la red de 330 kV a través del transformador de la estación, o del otro bloque de planta de energía a través de dos barras colectoras de reserva. En caso de una pérdida total de alimentación externa, los sistemas esenciales podían ser alimentados por generadores diésel. Los transformadores de cada unidad están conectados a dos cuadros de distribución de 6 kV, A y B (esto es, 7A, 7B, 8A y 8B para los generadores 7 y 8), que alimentan los sistemas esenciales, y a transformadores de 4 kV para la alimentación principal, que a su vez disponían de barras de reserva .
Los paneles 7A, 7B y 8B también están conectados a las tres líneas esenciales de energía (para las bombas de refrigerante), teniendo también cada una su propio generador diésel. En caso de una falla en el circuito de refrigerante con la pérdida simultánea de alimentación externa, la energía esencial puede ser suministrada por la inercia de los turbogeneradores durante unos 45-50 segundos, tiempo durante el cual los generadores diésel deben ponerse en marcha. Los generadores se inician automáticamente dentro a los 15 segundos de producida la pérdida de suministro eléctrico exterior.

### Turbogeneradores
La energía eléctrica se genera mediante un par de turbogeneradores enfriados por hidrógeno de 500 MW. Estos se encuentran en una sala de máquinas de 600 metros de largo adyacente al edificio del reactor. Las turbinas de cinco cilindros K-500-65/3000 fueron suministradas por la planta de turbinas de Járkov; los generadores eléctricos son del tipo TBB-500. La turbina y los rotores de generador están montados en el mismo eje. El peso combinado de los rotores es de casi 200 t y su velocidad de rotación nominal es de 3000 rpm. El turbogenerador mide 39 m de largo y su peso total es de 1200 t. El caudal de refrigerante para cada turbina es 82 880 t/hora. El generador produce 20 kV 50 Hz de corriente alterna y su estátor es enfriado por agua, mientras que el rotor es enfriado por hidrógeno, fabricado in situ mediante electrólisis. El diseño y la fiabilidad de las turbinas les valió el Premio Estatal de Ucrania de Ciencia y Tecnología de 1979.
La planta de turbinas de Járkov —ahora Turboatom— desarrolló posteriormente una nueva versión de la turbina, K-500-65/3000-2, en un intento de economizar metal valioso. La planta de Chernóbil estaba equipada con ambos tipos de turbinas: el bloque 4 tenía las más nuevas. Sin embargo, estas resultaron ser más sensibles a sus parámetros de funcionamiento, y sus cojinetes experimentaban problemas frecuentes con las vibraciones.

### Accidentes

#### 1981
El 9 de septiembre de 1981 tuvo lugar una fusión parcial de la base en el reactor n.º 1 de la planta. Debido a la política de hermetismo entonces vigente en la Unión Soviética, el grado del accidente no fue hecho público hasta 1985. El reactor fue reparado y puesto nuevamente en servicio al cabo de unos meses.[cita requerida]

#### 1986

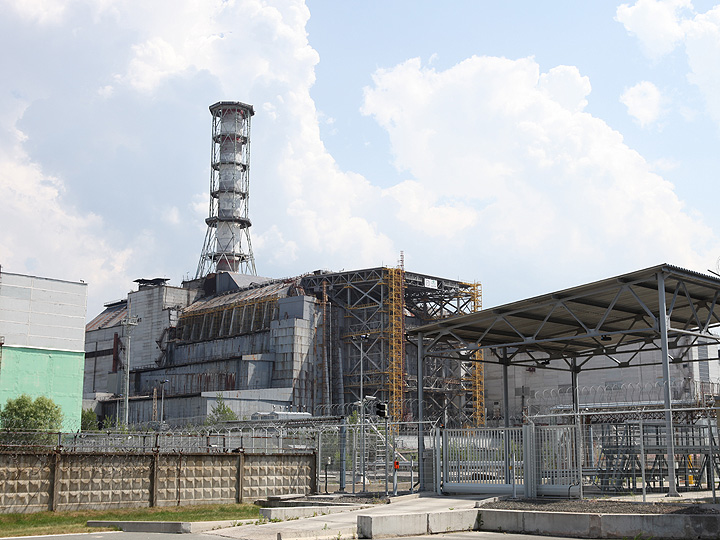
Sarcófago de hormigón armado, diseñado para contener el material radiactivo del núcleo del reactor, y que fue diseñado para una duración de 30 años.

El 26 de abril de 1986, durante una prueba en la que se simulaba un corte de suministro eléctrico, un aumento súbito de potencia en el reactor n.º 4, produjo el sobrecalentamiento del núcleo, lo que terminó provocando la explosión del hidrógeno acumulado en su interior.
600 000 personas recibieron dosis de radiación durante los trabajos de descontaminación, que terminaron con el aislamiento del reactor con un sarcófago de hormigón armado para prevenir el escape adicional de radiación. Las poblaciones de áreas próximas fueron evacuadas. Grandes áreas dentro de Europa se contaminaron con la radiación y diversas clases de cáncer han mostrado un importante incremento en Ucrania y Bielorrusia, que recibieron la cantidad más grande de la contaminación radiactiva.

#### 1991
El 11 de octubre de 1991 se produjo un incendio en el turbogenerador 4 del reactor n.º 2, mientras estaba siendo reparado. Un interruptor defectuoso causó un cortocircuito que incendió el material aislante cercano. Esto a su vez causó una filtración de hidrógeno —utilizado como refrigerante en las turbinas— que aparentemente creó las condiciones para un principio de incendio en el techo y el colapso de una de las vigas que lo sostienen.
Se consideró reemplazar el rotor averiado con el del turbogenerador 7 del reactor n.º 4, que se encontraba en condiciones óptimas al no haber sido dañado en la explosión de 1986. Sin embargo, Ucrania ya se había independizado de la URSS y la Rada (el parlamento) se encontraba en ese momento compuesta por jóvenes reformistas que pusieron en duda el futuro de la energía nuclear en el país, lo que condujo a la decisión de apagar el reactor n.º 2.

#### 2013
El 12 de febrero de 2013, parte del techo de la estructura cayó sobre la sección de turbinas debido al peso de la nieve.

### Nuevo sarcófago

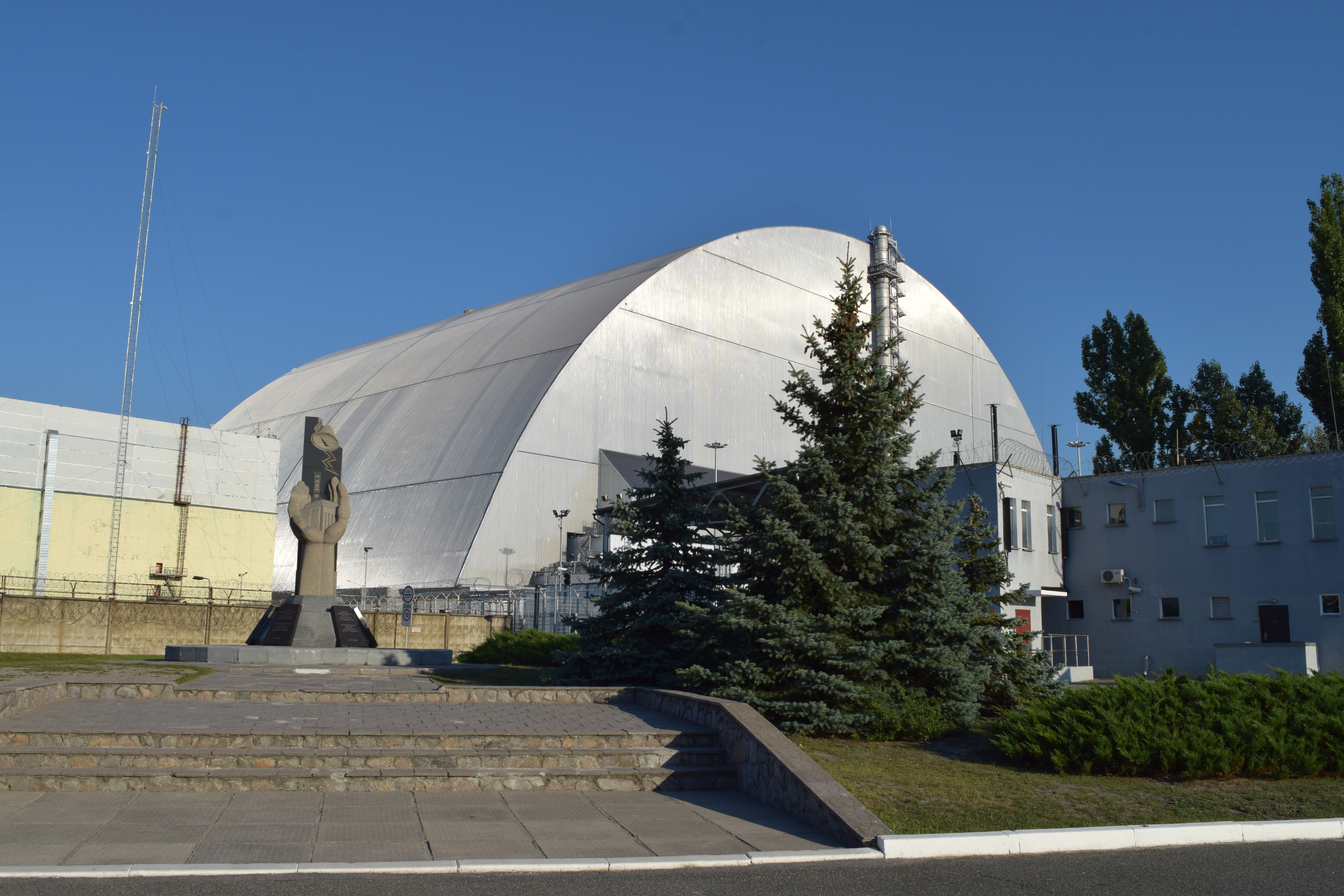
Nuevo sarcófago del reactor 4 de la planta de Chernóbil

Con el paso del tiempo, el sarcófago construido en torno al reactor n.º 4, justo después del accidente se ha ido degradando por el efecto de la radiación, el calor y la corrosión generada por los materiales contenidos, hasta el punto de existir un grave riesgo de derrumbe de la estructura, lo que podría tener consecuencias dramáticas para la población y el ambiente.
El coste de construir una protección permanente que reduzca el riesgo de contaminación cumpliendo todas las normas de contención de seguridad fue calculado en 1998 en 768 millones de euros. Ucrania, incapaz de obtener esa financiación en el escaso tiempo disponible, solicitó ayuda internacional. Varias conferencias internacionales han reunido desde entonces los fondos necesarios, a pesar de que el presupuesto ha ido aumentando sensiblemente por culpa de la inflación.

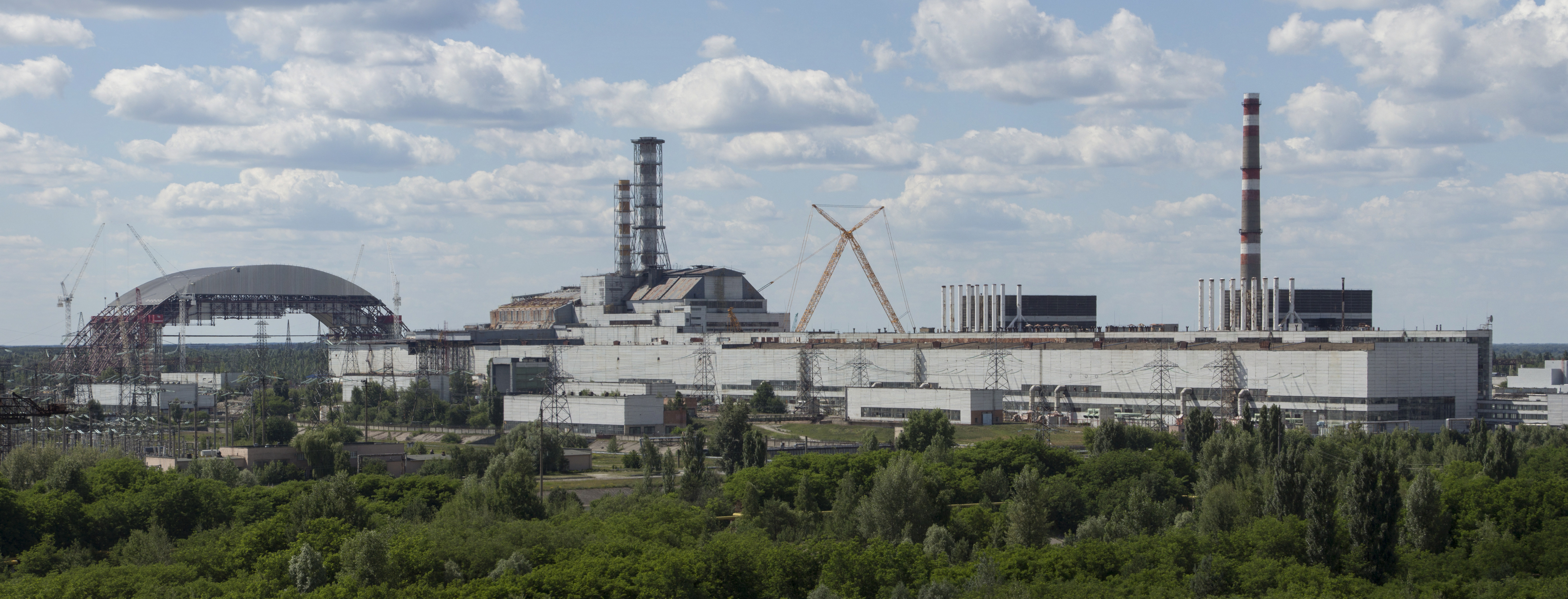
La central nuclear de Chernóbil en 2013 con el nuevo sarcófago en construcción.

En 2004, los donantes habían depositado más de 700 millones de euros para su construcción (en total en esa fecha se habían donado cerca de 1000 millones de euros para los proyectos de recuperación), y desde 2005 se llevaron a cabo los trabajos preparativos para la construcción de un sarcófago nuevo. El 23 de septiembre de 2007, el gobierno de Ucrania firmó un contrato con el consorcio francés NOVARKA para su construcción, la cual comenzó finalmente en abril de 2012 y cuya finalización estaba prevista para el verano de 2015. Se prevé que la construcción de este sarcófago en forma de arca permita evitar los problemas de escape de materiales radiactivos desde Chernóbil durante al menos cien años. Se trata de una gigantesca estructura de acero con forma de arco ovalado de 190 metros de alto y 200 m de ancho que cubrirá por completo la actual estructura del reactor y el combustible, así como los materiales de residuos radiactivos que desataron la tragedia en 1986. Y es que el reactor accidentado aún conserva el 95 % de su material radiactivo original, y la exposición a las duras condiciones meteorológicas de la zona amenazan con nuevas fugas.
Ucrania ha firmado otro contrato con la empresa estadounidense Holtec para construir un gran almacén que haga las funciones de vertedero donde guardar los residuos nucleares generados, para ello se está construyendo en la propia central un centro de almacenamiento de residuos de alta actividad.
El coste total del Plan de Ejecución del Sistema de Protección, del cual el nuevo sarcófago es el elemento más prominente, está estimado en 2150 millones de euros. Solamente el costo del nuevo sarcófago se estimó en 1500 millones de euros.
En noviembre de 2016, treinta años después de la tragedia, se inauguró un nuevo sarcófago al que se denominó «Nuevo Sarcófago Seguro» (NSC, por sus siglas en inglés), una estructura móvil, la mayor construida hasta la fecha en el mundo, en forma de arco de 110 metros de alto, 150 de ancho y 256 de largo y más de 30 000 toneladas. Se construyó a 180 m del reactor y luego se ubicó sobre él mediante un sofisticado sistema de raíles. Se estima que tendrá una duración de más de cien años. El coste final de la estructura fue de 1 500 millones de euros, financiado por el Banco Europeo para la Reconstrucción y el Desarrollo (BERD) junto a la colaboración de 28 países que aportaron 1 417 millones de euros y construido por la empresa francesa Novarka. La estructura está equipada con grúas controladas a distancia con el objetivo de ir desmontando la antigua estructura.
La nueva estructura permitirá desmantelar el sarcófago y extraer el material radiactivo. En 2023 se espera completar la destrucción de la vieja estructura, la tarea más delicada de todo el proyecto pues implica trabajar en el interior del reactor.

### Invasión rusa de 2022
La captura de Chernóbil o batalla de Chernóbil fue un enfrentamiento militar acaecido en la Zona de exclusión de Chernóbil entre las Fuerzas Armadas de Rusia y las Fuerzas Armadas de Ucrania, que comenzó el 24 de febrero de 2022 en el marco de la invasión de Ucrania. Las fuerzas rusas lograron tomar el control del área en el día. La actividad resultante condujo a un aumento de 20 veces en los niveles de radiación en el área debido a la alteración del suelo contaminado. El aumento en los niveles de radiación se publicó en un mapa en línea mantenido por una ONG ucraniana, pero los sensores correspondientes en la planta no mostraron ningún aumento.
El 9 de marzo de 2022 se produjo un corte de suministro eléctrico en la propia planta. No se informaron fugas de radiación al 9 de marzo de 2022. Sin embargo, las autoridades ucranianas informaron que existía el riesgo de una fuga de radiación debido a que el refrigerante del combustible gastado no podía circular correctamente.
El 31 de marzo de 2022, las fuerzas rusas devolvieron formalmente el control de la planta a sus empleados y la mayoría de las fuerzas de ocupación se retiraron. El personal de la Guardia Nacional de Ucrania fue trasladado a Bielorrusia como prisioneros de guerra. El 2 de abril de 2022, los medios ucranianos informaron que se izó la bandera de Ucrania en la planta.
El operador de Chernobyl, Energoatom , afirmó que las tropas rusas habían cavado trincheras en la parte más contaminada de la zona de exclusión de Chernobyl , recibiendo "dosis significativas" de radiación. BBC News dio informes no confirmados de que algunos estaban siendo tratados en Bielorrusia.

## Directores
- 1970-1986: Víktor Briujánov
- 1986-1987: Erik Pozdyshev
- 1987-1992: Mykhailo Umanets
- 1994-1998: Serhiy Parashyn
- 2004-2005: Oleksandr Smyshliayev
- 2005-2018: Igor Gramotkin
- 2018-2019: Valeriy Seyda[27]
- Desde 2019: Serhii Kalashnyk[28]